# Sulev Keedus
Sulev Keedus, född 21 juli 1957 i Tallinn, Estniska SSR, Sovjetunionen, är en estnisk filmregissör. Han långfilmsdebuterade 1990 med Ainus pühapäev. Hans Georgica från 1998 mottog flera priser vid internationella filmfestivaler.

## Filmer i urval
- Ainus pühapäev (1990)
- Georgica (1998)
- Somnambuul (2003)
- Kirjad Inglile (2011)
- Mehetapja/Süütu/Vari (2017)